# Colette Avital
Pour les articles homonymes, voir Avital.
Colette Avital (en hébreu : קולט אביטל), née le 1er mai 1940 à Bucarest, est une femme politique israélienne. Membre du Parti travailliste, elle est députée à la Knesset entre 1999 et 2009.

## Biographie
Née à Bucarest, elle s'installe en Israël en 1950 avec sa famille. Elle travaille au ministère des Affaires étrangères et se retrouve en poste à Paris de 1982 à 1985. Elle est ambassadeur au Portugal de 1988 à 1992, puis consul général à New York de 1992 à 1996. De retour en Israël, elle exerce la fonction de directrice adjointe, en charge de l'Europe occidentale, le troisième poste en importance du ministère.
En 1999, elle est élue députée à la Knesset, sur la liste du Parti travailliste, puis réélue en 2003 et en 2006. Elle est vice-présidente de la Knesset de 2003 à 2009. Candidate pour un nouveau mandat en 2009, elle n'est pas réélue. 
Elle est également candidate à l'élection présidentielle du 13 juin 2007, où elle obtient 21 voix au premier tour.